# 1958年の政治
1958年の政治（1958ねんのせいじ）では、1958年（昭和33年）の政治分野に関する出来事について記述する。

## できごと

### 1月
- 1月11日 - 韓国、進歩党事件。
- 1月20日 - 日本・インドネシア平和条約調印。

### 2月

アラブ連合共和国国旗

- 2月1日 - エジプトとシリアが連合し、アラブ連合共和国を結成。
- 2月4日 - 日印通商協定、円借款協定調印。外国に対する初の円借款。

### 3月
- 3月27日 - ニコライ・ブルガーニンが、ソ連首相（ソ連閣僚会議議長）を解任され、ニキータ・フルシチョフソ連共産党第一書記が首相を兼務する。

### 4月
- 4月1日 - 売春防止法施行。
- 4月15日 - ガーナで第1回アフリカ独立諸国会議開催。

### 5月
- 5月22日 - 第28回衆議院議員総選挙投票。
  - 自由民主党287議席、社会党166議席、共産党1議席、諸派1議席、無所属12議席）。
- 5月29日 - シャルル・ド・ゴールがフランス首相に就任する。

### 6月
- 6月10日 - 第29特別国会召集（7月8日閉会）。
- 6月18日 - ハンガリーのナジ・イムレ首相が処刑される。

### 7月
- 7月14日 - イラク王国終焉。イラク共和国成立。
- 7月21日 - 日本共産党第7回大会開催。1950年以来の分裂状態に正式に終止符をうつ。

### 9月
- 9月11日 - 藤山愛一郎外相と、ジョン・フォスター・ダレス米国務長官の日米外相会談。アメリカが（旧）日米安全保障条約の改定に同意する。
- 9月29日 - 第30臨時国会召集（1958年12月7日閉会）。

### 10月
- 10月2日 - ギニアが独立。
- 10月4日 - 安保条約改定のための第一回日米会談開催。
- 10月8日 - 政府、警察官職務執行法（警職法）改正案を国会に提出。
- 10月28日 - ローマ教皇ピウス12世の死去に伴いヨハネ23世が選出。

### 11月
- 11月4日 - 国会、警職法をめぐる会期延長問題で混乱。自民党の強行採決に社会党は登院拒否。
- 11月5日 - 警職法改悪反対闘争が全国に波及。
- 11月22日 - 首相岸信介（自民党総裁）と鈴木茂三郎社会党委員長の党首会談。警職法審議未了で了解。
- 11月27日 - 宮内庁、皇太子明仁親王と正田美智子の婚約を発表。

### 12月
- 12月10日
  - 第31国会召集（1959年5月2日閉会）。
  - 自民党両院議員総会、国会の混乱と収拾策に反主流派が反発。
- 12月21日 - ド・ゴールがフランス大統領に就任。
- 12月27日 - 池田勇人国務大臣、三木武夫経済企画庁長官、灘尾弘吉文部大臣の三閣僚が辞任。